# Cyaneolytta resplendens
Cyaneolytta resplendens là một loài bọ cánh cứng trong họ Meloidae. Loài này được Laporte miêu tả khoa học năm 1840.